# هیساتو ایگاراشی
هیساتو ایگاراشی (انگلیسی: Hisato Igarashi؛ زادهٔ ۱ ژانویهٔ ۱۹۵۱) ژیمناست هنری اهل ژاپن است.